# Swjatopetriwske
Swjatopetriwske (ukrainisch Святопетрівське; russisch Святопетровское Swjatopetrowskoje, bis 2016 Petriwske) ist ein Dorf in der ukrainischen Oblast Kiew mit etwa 2000 Einwohnern (2001).

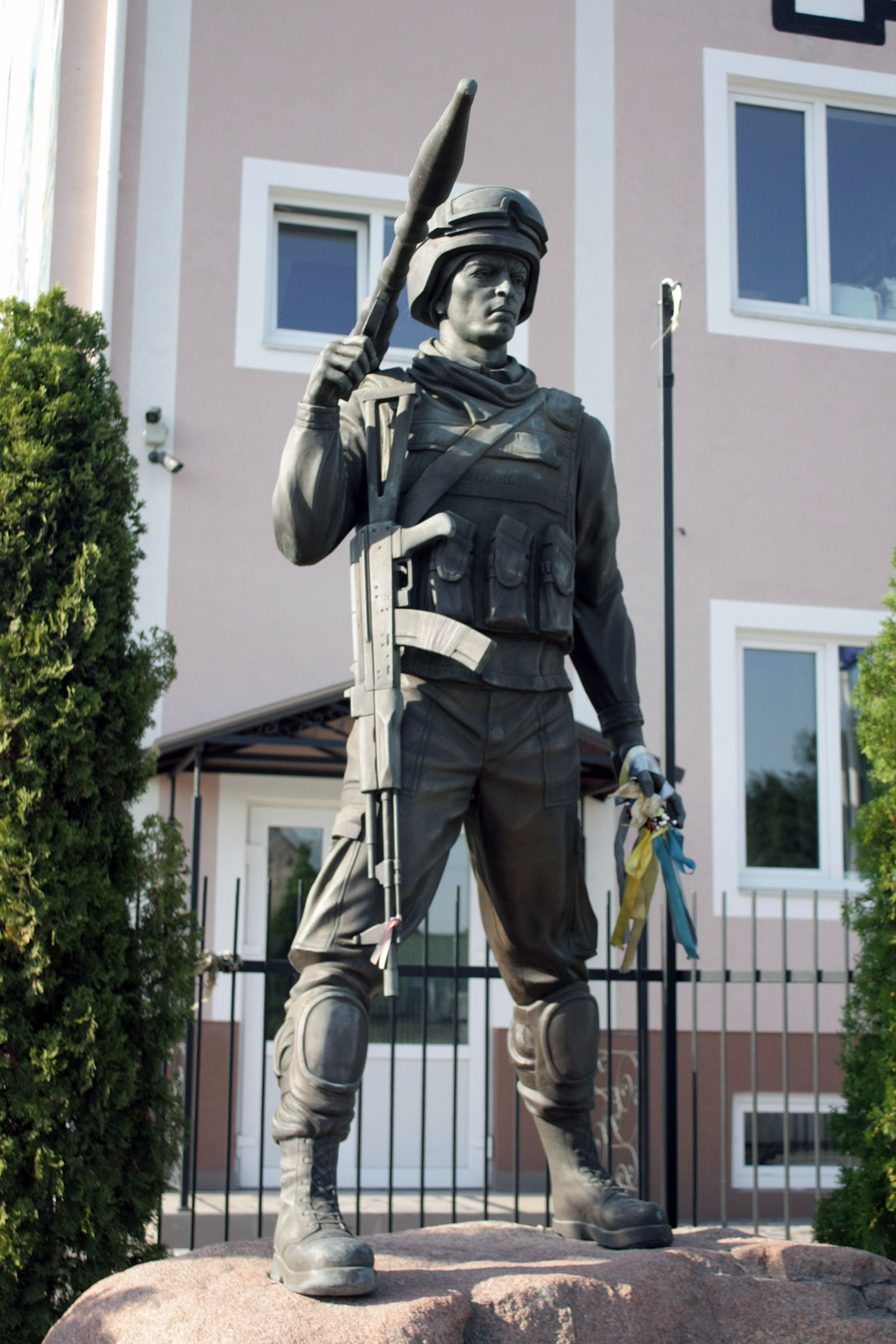
Denkmal für ukrainische Freiwilligenbataillone von 2018

Das 1928 an Stelle eines Weilers in einem sumpfigen Gebiet gegründete Dorf hieß ursprünglich Куликівка Kulykiwka und ab den 1960er Jahren bis Februar 2016 nach dem sowjetischen Revolutionär und Politiker Grigori Petrowski Петрівське Petriwske, bevor es im Zuge der Dekommunisierung in der Ukraine seinen heutigen Namen erhielt.
Am 12. Juni 2020 wurde das Dorf ein Teil der neugegründeten Landgemeinde Bilohorodka, bis dahin bildete es die Landratsgemeinde Swjatopetriwske (Святопетрівська сільська рада/Swjatopetriwska silska rada) im Südwesten des Rajons Kiew-Swjatoschyn.
Am 17. Juli 2020 kam es im Zuge einer großen Rajonsreform zum Anschluss des Rajonsgebietes an den Rajon Butscha.
Die Ortschaft liegt auf einer Höhe von 174 m zwischen der Regionalstraße P–04 im Norden und der Territorialstraße T–10–12 im Süden, 18 km südwestlich der Innenstadt von Kiew. Das Dorf grenzt im Süden an Bojarka, im Osten an Wyschnewe und im Nordwesten an Bilohorodka.
In Swjatopetriwske wurde 2018 ein Denkmal für die ukrainischen Freiwilligenbataillone errichtet.
In dem 2012 im Dorf errichteten Tenniszentrum findet seit 2019 jährlich das World-Junior-Tennisturnier J1 Sviatopetrivske statt.